# Unryu (portaerei)
La Unryu fu una portaerei giapponese, capoclasse dell'omonima classe di portaerei della Marina imperiale giapponese. Utilizzata durante le fasi finali della Guerra del Pacifico, rimase in servizio operativo solo cinque mesi prima di essere affondata dallo USS Redfish, sommergibile della United States Navy appartenente alla classe Balao.

## Storia
La nave venne impostata il 1º agosto 1942 presso l'arsenale navale di Yokosuka, la nave venne varata il 25 settembre 1943 con il nome di Unryu (雲龍, letteralmente "Drago delle nuvole") per poi entrare in servizio il 6 agosto 1944, assegnata in forza alla Terza flotta della Marina imperiale giapponese. Dopo alcune manovre di addestramento nella baia di Tokyo, la nave si trasferì a Kure da cui intraprese svariate crociere di esercitazione nelle acque del Mare interno di Seto; tra il 30 ottobre e il 7 novembre la portaerei servì brevemente come nave di bandiera del viceammiraglio Jisaburō Ozawa.
Il 7 dicembre 1944 la Unryu fu assegnata a una missione di trasporto urgente di rifornimenti a Luzon nelle Filippine insieme alla portaerei leggera Ryuho, e il 13 dicembre imbarcò un carico di trenta velivoli kamikaze Yokosuka MXY7 oltre a camion, pezzi d'artiglieria ed equipaggiamento per l'esercito nonché truppe paracadutiste e personale di supporto del Dai-1 Teishin Shūdan, per un totale di più di 1.500 tonnellate di carico. La Unryu salpò quindi da Kure per Manila alle 08:30 del 17 dicembre con la scorta dei cacciatorpediniere Shigure, Hinoki e Momi, e dopo aver attraversato lo stretto di Shimonoseki diresse lungo la costa della Corea; il 18 dicembre, a nord-est dell'Isola di Jeju, la formazione incappò in un tifone che la costrinse a rallentare l'andatura.
Alle 16:35 del 19 dicembre la formazione giapponese si trovava a circa 200 miglia a sud-est di Shanghai quando la Unryu fu raggiunta da un siluro lanciato dal sommergibile statunitense USS Redfish: l'ordigno colpì la portaerei sul lato di dritta, causando un immediato allagamento di entrambi i locali caldaie che lasciò l'unità completamente immobile. Un principio di incendio fu subito estinto, e mentre il Redfish tentava senza successo di silurare il cacciatorpediniere Hinoki le squadre di controllo danni sulla Unryu riuscirono a rimettere in funzione alcune caldaie e dare energia alla nave. La portaerei aveva appena ripreso a mettersi in moto quando, alle 16:50, un secondo siluro del Redfish colpì la nave sempre sul lato di dritta, poco davanti al ponte: il punto di impatto si trovava vicino al deposito di munizioni della nave, e la conseguente esplosione fu amplificata dal carico bellico imbarcato dalla nave, in particolare le testate esplosive dei velivoli kamikaze Yokosuka MXY7.
L'esplosione causò un rapidissimo affondamento della portaerei, avvento tra le 16:57 e le 17:01. Le vittime furono numerose, per quanto difficili da stimare con precisione per via dell'incerto numero di passeggeri imbarcati, stimato in più di 1.000; tra l'equipaggio si contarono 1.172 morti tra cui il comandante, capitano Konishi Kaname, oltre a sei tecnici civili. Solo un ufficiale e 87 membri dell'equipaggio della nave, unitamente a un tecnico civile e 57 passeggeri, furono tratti in salvo dal cacciatorpediniere Momi, per un totale di soli 146 sopravvissuti all'affondamento. I tre cacciatorpediniere nipponici tentarono inutilmente di dare la caccia al Redfish, per poi dirigere a Takao il 20 dicembre per sbarcare i superstiti della Unryu.